# In
Inul (Linum) face parte din familia Linaceae, având circa 200 de varietăți. Este o plantă perenă se prezintă sub formă de tufe, fiind o plantă textilă ca și bumbacul.

## Prezentare
Plantă erbacee, cultivată, înaltă până la 1 m, fibroasă, cu frunze mici înguste și cu flori albastre sau albe. Este de origine mediteraneană. În România este cultivată pe suprafețe relativ întinse pentru fuior sau pentru semințele oleaginoase. Inul pentru fuior este mai înalt și mai puțin ramificat decât cel pentru ulei. În scopuri medicinale se folosesc numai semințele ajunse la maturitate completă (Semen Lini).

## Componenții principali
Mucilagii formate din acid galacturonic, ramnoză, galactoză, xiloză și arabinoză, lipide formate din trigliceride ale acizilor oleic, stearic, miristic și în special linoleic, protide, un heterozid cianogenetic-linamarozidul care se dedublează în acid cianhidric, glucoză și acetonă, săruri de potasiu și magneziu.

## Utilizare farmaceutică

### Uz intern
- acțiune laxativ-purgativă și emolientă în inflamațiile tubului digestiv.
- în litiaza renală și în inflamațiile veziculei.

#### Indicații
- dispensii și constipații.
- inflamații ale tubului digestiv.
- calculoză (litiază) renală.

### Uz extern
- antiseptic și calmant.

#### Indicații
- În farmacie se mai întrebuințează făina de in (Farina Lini) sub formă de cataplasme din semințele măcinate. Făina de semințe se amestecă în apă și se fierbe până devine o pastă, se pune într-o bucată de tifon și se aplică pe locul bolnav timp de câteva ore. Cataplasmele trebuie să fie în permanență calde, acestea calmând durerile și ajutând la fluidificarea puroiului din abcese și furuncule.

## Bibliograﬁe
- Ecaterina Dumitru, Răducanu Dumitru, Terapia Naturistă, Editura Științifică, București, 1992.